# Elvio Banchero
Pour les articles homonymes, voir Banchero.
Elvio Banchero, dit Banchero I, né le 28 avril 1904 à Alexandrie au Piémont et mort le 21 janvier 1982 dans la même ville, est un footballeur et entraîneur italien de l'entre-deux-guerres.

## Biographie
En tant qu'attaquant, Elvio Banchero fut international italien à trois reprises (1928-1931) pour quatre buts.
Il participa aux jeux olympiques de 1928. Il fut titulaire contre la France, inscrivant un but à la 60e minute (4-3), ne joua pas les deux matchs contre l'Espagne, ni la demi-finale contre l'Uruguay, mais il fut titulaire contre l'Égypte, inscrivant trois buts (14e, 19e et 39e). Il remporta la médaille de bronze.
Sa dernière sélection fut contre l'Autriche, le 22 février 1931 à Milan, se soldant par une victoire (2-1).
Il joua dans différents clubs italiens (SPAL Ferrara, Alessandria Calcio, Genoa CFC, AS Rome, AS Bari et Parme FC) et fut joueur-entraîneur lors de la saison 1936-1937 d'Alessandria Calcio.

## Clubs
- 1922-1924 : Alessandria Calcio
- 1924-1925 : SPAL Ferrara
- 1925-1929 : Alessandria Calcio
- 1929-1932 : Genoa CFC
- 1932-1934 : AS Rome
- 1934-1936 : AS Bari
- 1936-1937 : Alessandria Calcio (entraîneur-joueur)
- 1937-1938 : Parme FC

## Palmarès
- Jeux olympiques
  - Médaille de bronze en 1928
- Championnat d'Italie de football
  - Vice-champion en 1930
- Championnat d'Italie de football D2
  - Vice-champion en 1935